# Rivière Suzie
Rivière Suzie är ett vattendrag i Kanada.   Det ligger i provinsen Québec, i den sydöstra delen av landet, 300 km norr om huvudstaden Ottawa. Rivière Suzie ligger vid sjöarna  Lac Brécourt Lac de la Tête Lac du Poète och Lac Rivas.
I omgivningarna runt Rivière Suzie växer i huvudsak blandskog. Trakten runt Rivière Suzie är nära nog obefolkad, med mindre än två invånare per kvadratkilometer.